# Acraea transita
Acraea transita är en fjärilsart som beskrevs av Eltringham 1912. Acraea transita ingår i släktet Acraea och familjen praktfjärilar. Inga underarter finns listade i Catalogue of Life.